# Transmenschen im Sport
Die Teilnahme von Transmenschen am Leistungssport ist ein kontroverses Thema. Dies gilt insbesondere in Bezug auf Transfrauen, die nach einer männlichen Pubertät im Frauensport erfolgreich sind, und in Bezug auf erhöhte Verletzungsgefahr für biologische Frauen.

## Problemlage
Die Kritik an der Teilnahme von Transfrauen am Frauensport konzentriert sich im Allgemeinen auf physiologische Faktoren wie Körpergröße und Gewicht sowie auf Leistungsfaktoren wie Schnelligkeit und Kraft. Laut Kritikern reduzieren Testosteronunterdrückung und Östrogen die körperliche Leistungsfähigkeit nicht genug, um die Vorteile der männlichen Pubertät wettzumachen. Transfrauen hätten somit unfaire Vorteile gegenüber cisgender Athletinnen. Wegen der relativ geringen Zahl an Transmenschen, die Leistungssport betreiben, sind wissenschaftliche Untersuchungen zum Thema erschwert.
Unterstützer von Transathletinnen im Frauensport argumentieren, dass ärztlich verschriebene Pubertätsblocker und Östrogen bei Transfrauen den Testosteronspiegel senken und die Muskelmasse verringern und somit mögliche Leistungsvorteile reduzieren. Weiter gehe es im Sport, insbesondere im Jugendsport, auch um Zugehörigkeit, Wohlbefinden und Sozialisierung junger Menschen. Unterstützer, darunter auch die American Medical Association, führen an, dass Regelungen gegen die Teilnahme von Transfrauen an Frauenwettkämpfen deren psychischer Gesundheit schaden könnten.
Bei manchen Sportveranstaltungen wird vorgeschrieben, dass Athleten nur gegen Athleten desselben bei der Geburt festgestellten Geschlechts antreten dürfen. Befürworter solcher Regeln sehen sie als notwendig für einen fairen Wettkampf an. Gegner bezeichnen sie als unnötig und diskriminierend.

## Transathleten bei den Olympischen Spielen

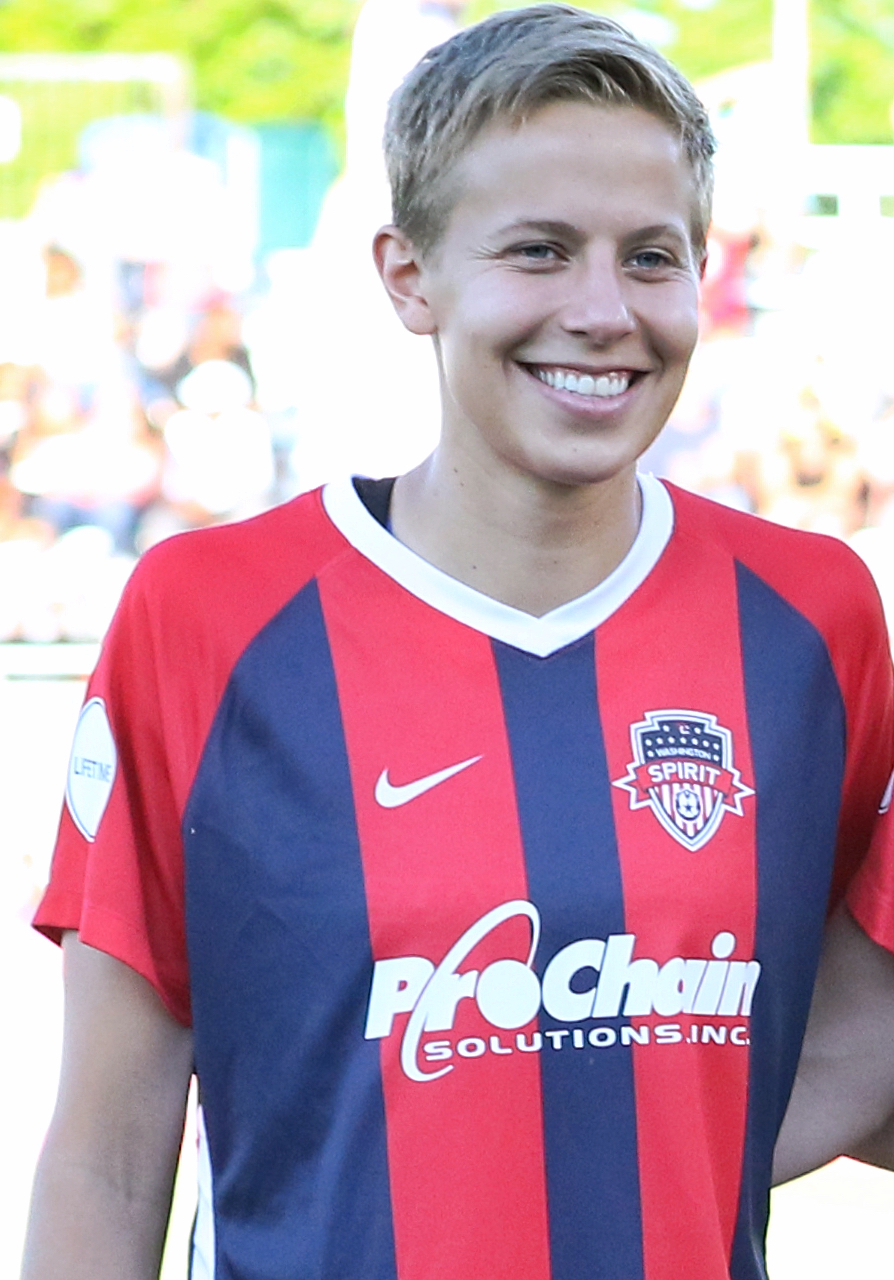
Als eine der ersten Transpersonen gewann Quinn, eine biologische Frau, 2021 mit dem kanadischen Frauen-Fußballteam eine Goldmedaille. Quinn definiert sich als nichtbinär.

Im Jahr 2003 entwarf ein Ausschuss des Internationalen Olympischen Komitees (IOC) neue Richtlinien für die Teilnahme von Athleten, an denen geschlechtsangleichende Maßnahmen durchgeführt worden waren. Für eine Teilnahme waren Geschlechtsangleichende Operationen inklusive der Genitalien, eine offizielle Änderung des Geschlechtseintrags und Hormontherapie notwendig. Bei den Olympischen Sommerspielen 2004 waren somit zum ersten Mal Transathleten zugelassen.
Im Jahr 2015 wurden diese Regelungen geändert. Einerseits räumte das IOC ein, dass eine offizielle Änderung des Geschlechtseintrags nicht in allen Ländern überhaupt möglich sei. Andererseits gab es menschenrechtliche Bedenken dabei, Operationen an gesunden Menschen zu verlangen. Nach den neuen Regelungen müssen Transfrauen seit mindestens vier Jahren als Frauen leben und im Jahr vor dem Wettkampf einen Testosteronspiegel von weniger als 10 nmol/l aufweisen. Bei biologischen Frauen liegt der Normbereich für Testosteron bei 0,4 und 2,0 nmol/L. Für Transmänner gibt es keine Einschränkungen. Diese Regeln galten für die Olympischen Sommerspiele 2016, an denen aber keine offen transidenten Athleten teilnahmen.
Bei den Olympischen Sommerspielen 2020 nahm mit der neuseeländischen Gewichtheberin Laurel Hubbard zum ersten Mal eine geoutete Transfrau teil. Sie gewann keine Medaille. Im Fußball gewann die nonbinäre Transperson Quinn bei denselben Spielen mit dem kanadischen Team die Goldmedaille. Sie ist damit die erste Transperson, die eine olympische Medaille gewann. Für die USA trat die nonbinäre Transperson Alana Smith im Halbfinale des Skateboard der Frauen an.
Im Jahr 2021 stellte das IOC einen neuen Rahmen zur Regelung der Teilnahme von Transathleten vor. In diesem aktuellen Regelwerk sieht das IOC selbst keine Restriktionen mehr vor. Es steht aber nun jedem einzelnen Sportverband frei, im Sinne eines fairen Wettbewerbs die Teilnahme von Transathleten einzuschränken.
Als erste Transperson bei den Olympischen Winterspielen trat Timothy LeDuc für die USA im Eiskunstlauf bei den Olympischen Winterspielen 2022 an.
Bei den Olympischen Sommerspielen 2024 trat Hergie Bacyadan, ein trans Boxer von den Philippinen, in der Frauenkategorie an. Zwei Personen mit nichtbinärer Geschlechtsidentität, Nikki Hiltz und Quinn traten mit den Frauen an.

## Leichtathletik
Laut Leichtathletik-Weltverband World Athletics dürfen transgeschlechtliche Frauen vom 31. März 2023 an nicht mehr an weltranglistenrelevanten Wettkämpfen in der Frauen-Kategorie starten, wenn sie eine männliche Pubertät durchlaufen haben. Dies gilt unabhängig von ihrem aktuellen Testosteronspiegel. Zeitgleich wurden die Zulassungsbestimmungen für intergeschlechtliche Athletinnen geändert. Diese müssen, um in der weiblichen Kategorie antreten zu können, ihren Testosteronwert im Blut auf unter 2,5 Nanomol pro Liter senken und diesen Wert zwei Jahre lang unterschreiten statt wie bisher 5 Nanomol pro Liter und nur ein Jahr. Dies gilt zudem für alle Leichtathletik-Disziplinen und nicht mehr wie bisher nur für die Laufstrecken von 400 Metern bis zu einer Meile.

## Schwimmsport
2023 beschloss der Internationale Schwimmverband World Aquatics, dass Transfrauen nur dann an Frauenwettkämpfen teilnehmen dürfen, wenn sie nachweisen können, dass sie keinen Teil der männlichen Pubertät über das Tanner-Stadium 2 hinaus oder vor dem Alter von 12 Jahren durchlaufen haben, je nachdem, was später eintritt.

## Tests
Sportverbände haben auf verschiedene Weisen versucht, im Sinne der Fairnesstests das Geschlecht von Athleten festzustellen. Seit den 1940er Jahren gab es ärztlich ausgestellte „Weiblichkeitszertifikate“. In den 1960er Jahren wurde neben der visuellen Untersuchung der Genitalien auch eine genetische Analyse verwendet, um Y-Chromosomen zu erkennen. Dadurch wurden hauptsächlich intersexuelle Athleten ausgeschlossen.
Heutzutage konzentriert sich die Debatte eher auf den Testosteronspiegel, und es werden Regelungen gesucht, die Athleten nach einer Geschlechtsangleichung die Teilnahme zu ermöglichen. So ist der Testosteronspiegel die einzige körperliche Messgröße, an der sich die Regelung des IOC von 2015 bis 2021 orientierte. Sowohl der alleinige Fokus auf Testosteron als auch die Höhe des Grenzwerts werden kontrovers debattiert. So haben Menschen, die die männliche Pubertät durchlaufen haben, laut einigen wissenschaftlichen Publikationen auch nach Testosteronunterdrückung noch signifikante Vorteile gegenüber biologischen Frauen, beispielsweise in der Knochen- und Muskeldichte.